# Sainte-Reine (Savoie)
Pour les articles homonymes, voir Sainte-Reine.
Sainte-Reine est une commune française située dans le département de la Savoie, en région Auvergne-Rhône-Alpes.

## Géographie

### Situation et description
La commune de Sainte-Reine est située dans le département de Savoie, à l'ouest de l'agglomération de Chambéry. Elle est, d'ailleurs, rattachée à  la communauté d'agglomération du Grand Chambéry.

## Urbanisme

### Typologie
Au 1er janvier 2024, Sainte-Reine est catégorisée commune rurale à habitat très dispersé, selon la nouvelle grille communale de densité à sept niveaux définie par l'Insee en 2022.
Elle est située hors unité urbaine. Par ailleurs la commune fait partie de l'aire d'attraction de Chambéry, dont elle est une commune de la couronne,. Cette aire, qui regroupe 115 communes, est catégorisée dans les aires de 200 000 à moins de 700 000 habitants,.

### Occupation des sols
L'occupation des sols de la commune, telle qu'elle ressort de la base de données européenne d’occupation biophysique des sols Corine Land Cover (CLC), est marquée par l'importance des forêts et milieux semi-naturels (76,6 % en 2018), en diminution par rapport à 1990 (78,2 %). La répartition détaillée en 2018 est la suivante : 
forêts (58,3 %), prairies (19,2 %), milieux à végétation arbustive et/ou herbacée (16,4 %), zones agricoles hétérogènes (4,2 %), espaces ouverts, sans ou avec peu de végétation (1,9 %).
L'IGN met par ailleurs à disposition un outil en ligne permettant de comparer l’évolution dans le temps de l’occupation des sols de la commune (ou de territoires à des échelles différentes). Plusieurs époques sont accessibles sous forme de cartes ou photos aériennes : la carte de Cassini (XVIIIe siècle), la carte d'état-major (1820-1866) et la période actuelle (1950 à aujourd'hui).

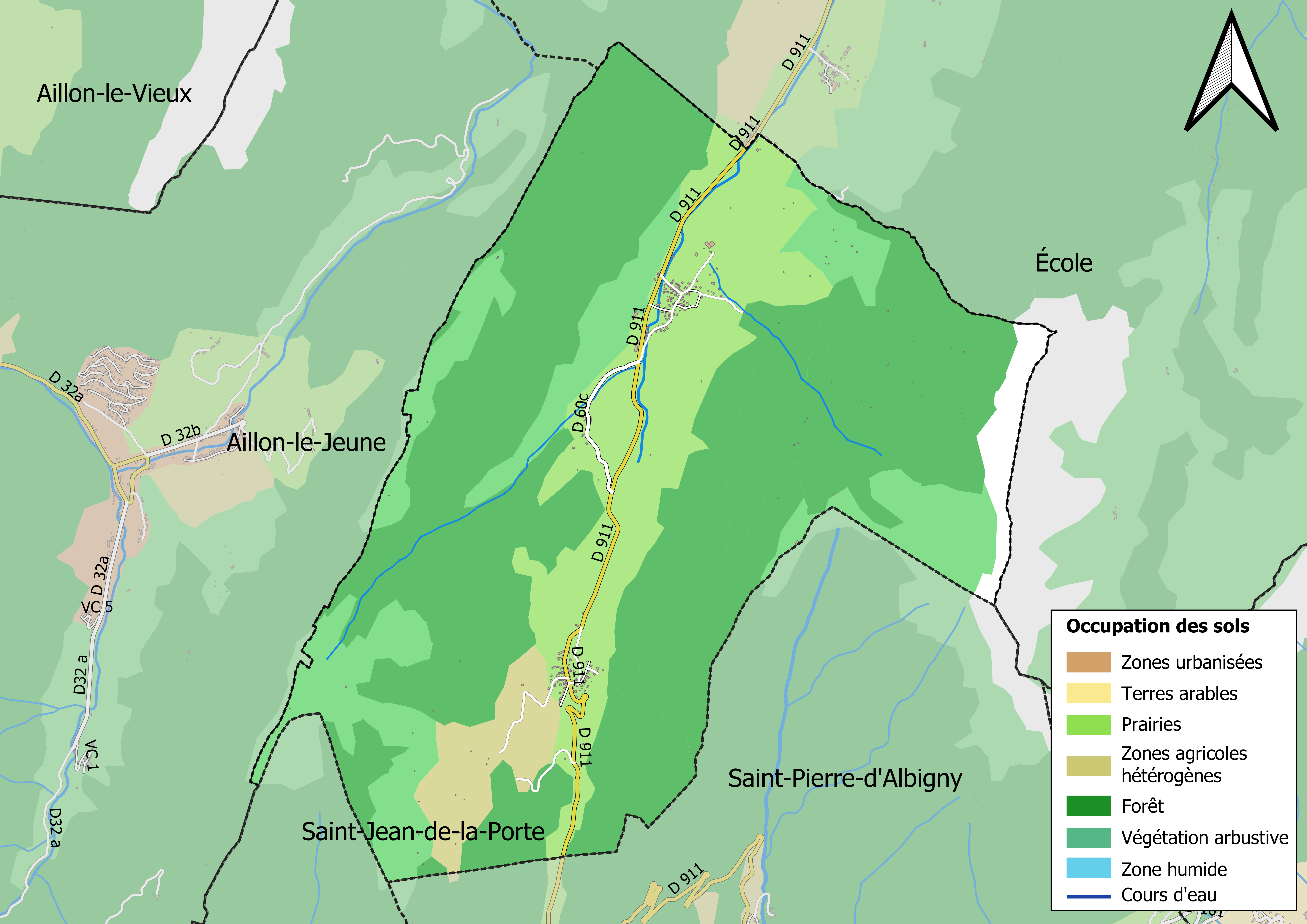
Carte des infrastructures et de l'occupation des sols en 2018 (CLC) de la commune.
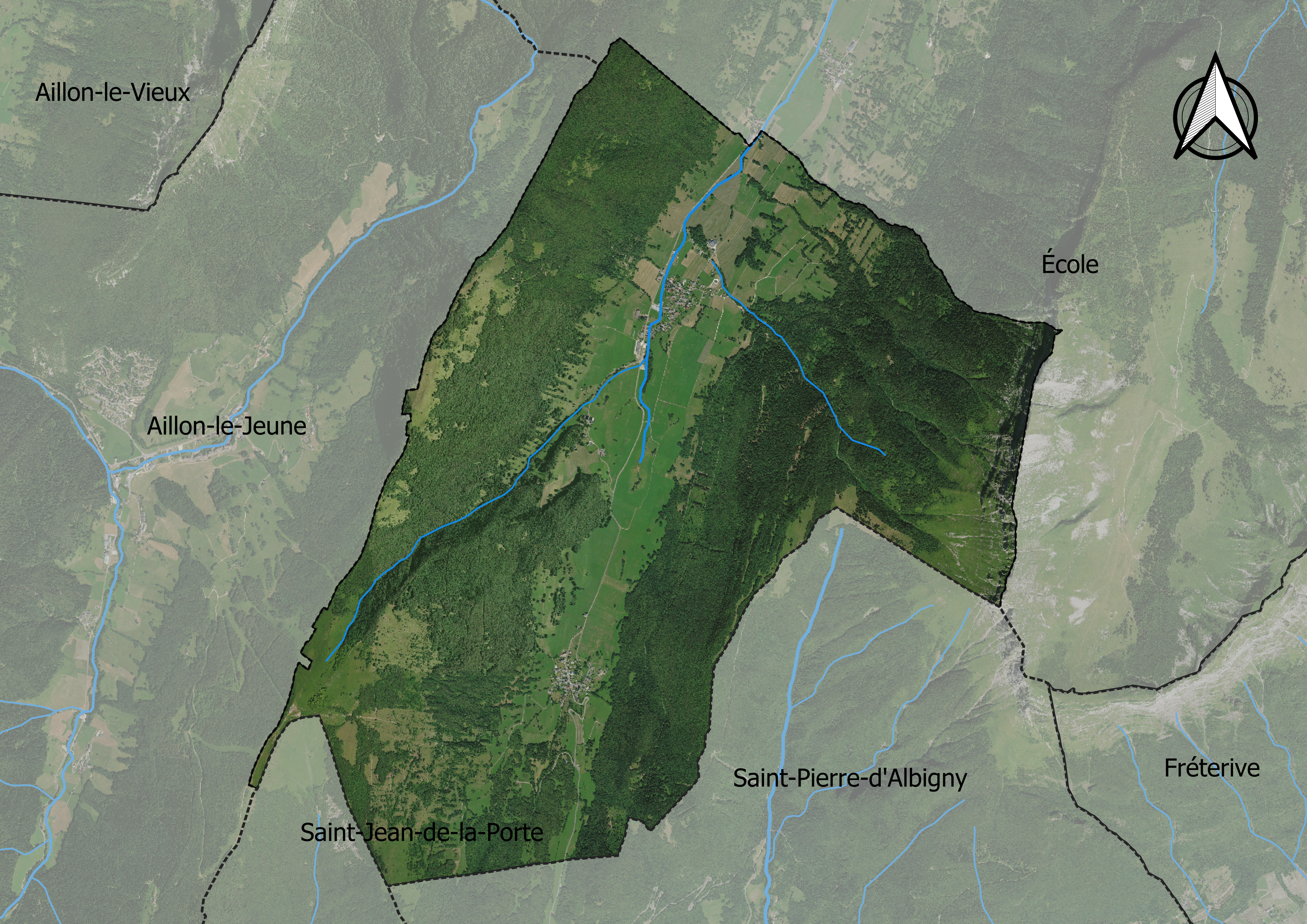
Carte orthophotogrammétrique de la commune.

## Toponymie
En francoprovençal, le nom de la commune s'écrit Sèta Rèna, selon la graphie de Conflans.

## Politique et administration

### Liste des maires
| Période                                  | Période   | Identité         | Étiquette | Qualité     |
| ---------------------------------------- | --------- | ---------------- | --------- | ----------- |
| avant 1988                               | ?         | Marcel Carle     |           |             |
| mars 2001                                | mars 2014 | Roger Bertin     | ...       | ...         |
| mars 2014                                | mars 2020 | François Blanc   | ...       | Agriculteur |
| mars 2020                                | En cours  | Philippe Ferrari | ...       |             |
| Les données manquantes sont à compléter. |           |                  |           |             |

## Population et société

### Démographie
L'évolution du nombre d'habitants est connue à travers les recensements de la population effectués dans la commune depuis 1793. Pour les communes de moins de 10 000 habitants, une enquête de recensement portant sur toute la population est réalisée tous les cinq ans, les populations de référence des années intermédiaires étant quant à elles estimées par interpolation ou extrapolation. Pour la commune, le premier recensement exhaustif entrant dans le cadre du nouveau dispositif a été réalisé en 2004.

En 2022, la commune comptait 170 habitants, en évolution de +11,11 % par rapport à 2016 (Savoie : +3,63 %, France hors Mayotte : +2,11 %).
| 1793 | 1800 | 1806 | 1822 | 1838 | 1848 | 1858 | 1861 | 1866 |
| ---- | ---- | ---- | ---- | ---- | ---- | ---- | ---- | ---- |
| 552  | 515  | 506  | 578  | 682  | 682  | 609  | 608  | 600  |

| 1872 | 1876 | 1881 | 1886 | 1891 | 1896 | 1901 | 1906 | 1911 |
| ---- | ---- | ---- | ---- | ---- | ---- | ---- | ---- | ---- |
| 587  | 610  | 586  | 564  | 551  | 504  | 510  | 522  | 514  |

| 1921 | 1926 | 1931 | 1936 | 1946 | 1954 | 1962 | 1968 | 1975 |
| ---- | ---- | ---- | ---- | ---- | ---- | ---- | ---- | ---- |
| 442  | 370  | 353  | 328  | 301  | 252  | 206  | 182  | 144  |

| 1982 | 1990 | 1999 | 2004 | 2006 | 2009 | 2014 | 2019 | 2022 |
| ---- | ---- | ---- | ---- | ---- | ---- | ---- | ---- | ---- |
| 136  | 138  | 124  | 138  | 140  | 157  | 150  | 172  | 170  |

### Enseignement
La commune est rattachée à l'académie de Grenoble.

## Culture locale et patrimoine

### Lieux et monuments
Sainte-Reine comporte de nombreux lieux commémoratifs comme le cimetière juste à côté du chef-lieu ou encore la stèle en mémoire des soldats des guerres mondiales ou bien encore la croix chrétienne sur la route du chef-lieu.
En plus de ses lieux de commémoration, une église se trouve au chef-lieu de Sainte-Reine.
Il y a encore de vieux lavoirs et un ancien four à pain qui sert lors du repas de la Sainte-Reine (cf. article comité des fêtes).

### Personnalités liées à la commune
- Patrice Abeille (1954-2013), conseiller régional (1998-2004), résident.